# HMS Lightning (1877)
HMS Lightning − brytyjski okręt wodowany w 1877, uważany za pierwszy torpedowiec.
Pierwszym brytyjskim okrętem zaprojektowanym specjalnie do przeprowadzania ataków torpedowych był HMS „Vesuvius”, konstrukcja ta została jednak uznana za nieudaną jako zbyt powolna i szybko wycofano ją ze służby. Wodowany w 1876 „Lightning” był znacznie mniejszy od swojego poprzednika, a także szybszy, i to właśnie ten okręt uważany jest za pierwszy prawdziwy torpedowiec.
Początkowo „Lightning” wyposażony był w dwie torpedo cages (dosłownie „klatki torpedowe”) − druciane skrzynki na torpedy, które były spuszczane do wody przed strzelaniem, ale rozwiązanie to było bardzo małe praktyczne (okręt musiał się zatrzymać przed oddaniem strzału) i „klatki” szybko zostały zastąpione pojedynczą wyrzutnią torped umieszczoną na dziobie.
„Lightning” wszedł do służby pod oznaczeniem Torpedo Boat 1 (TB1, pol. torpedowiec nr 1), a w okresie dwóch następnych lat w stoczni Thornycrofta zbudowano jeszcze jedenaście podobnych jednostek, które otrzymały oznaczenia od TB2 do TB12.  Torpedowce napędzane były silnikiem parowym z kotłem opalanym węglem o mocy 460 hp. Podobnie jak większość tego typu jednostek, także „Lightning” miał bardzo lekką konstrukcję, zbudowaną na granicy wytrzymałości, co spowodowało, że okręt został wycofany ze służby już w 1896, z bardzo zniszczonym kadłubem.